# خانه حسن امیری
خانه حسن امیری مربوط به اواخر دوره قاجار است و در مبارکه، محله اسماعیل ترخان، خیابان شیخ صدوق، کوچه خرم، کوچه معتمد، پلاک ۱۱ واقع شده و این اثر در تاریخ ۱ اردیبهشت ۱۳۸۸ با شمارهٔ ثبت ۲۶۵۸۲ به‌عنوان یکی از آثار ملی ایران به ثبت رسیده‌است.